# François Crespin
Pour les articles homonymes, voir Crespin.
François Crespin (1617-1677) est un carme flamand de la Réforme de Touraine, érudit et controversiste dans les domaines de la philosophie et de la théologie, sous le nom de François de Bonne-Espérance (Franciscus Bonae Spei).

## Biographie
François Crespin est né en 1617 à Lille (France), dans les Pays-Bas méridionaux. Entré chez les carmes en 1635, il y reçoit le nom de François de Bonne-Espérance. Au terme d'une vie consacrée à l'élaboration intellectuelle de la foi chrétienne, sur fond des débats de l'époque, notamment autour de la révolution copernicienne, il décède en 1677 à Bruxelles, dans la communauté dont il était devenu le prieur.

## Postérité

### De la philosophie à la physique
Commentateur de la philosophie d'Aristote, comme en témoignent les trois volumes qu'il lui a consacrés en 1652, François s'est intéressé aux questions scientifiques et à la remise en cause du système aristotélicien par la physique contemporaine. Dans le climat problématique causé par la condamnation de Galilée (prononcée en 1633), il cite abondamment le jésuite Thomas Compton Carleton (1592-1666), mais aussi, quoique dans une moindre mesure, René Descartes, Libert Froidmont et Juan Caramuel y Lobkowitz, auquel il fait référence dans un ouvrage édité en 1651. Si l'on peut être certain qu'il a lu Compton, dont il suit d'ailleurs fidèlement les jugements, on est moins sûr de sa connaissance directe de l'œuvre des trois autres.

### De la théologie à la pastorale
Outre un manuel de théologie (Theologia universa), François a laissé des œuvres qui expriment un souci pastoral au niveau moral, particulièrement en lien avec le sacrement de la pénitence. Ainsi, dans les deux Christi fidelium et le Clypeus contritionalis, il s'est préoccupé des questions entourant la contrition. Il est également intervenu dans un débat concernant l'ignorance invincible (Ignorantia invincibilis), expression désignant la situation dans laquelle se trouve celui qui a commis le péché sans l'avoir ni su ni voulu.

## Spiritualité
François a défendu, contre les Bollandistes, les origines antiques de son Ordre, à travers le Liber apologeticus pro Joanne XLIV, le Christianus monitus (appendice du précédent) et l'Historico-theologicum Carmeli armamentarium. Dans la Visio prophetae Eliae, il s'est penché sur l'interprétation de la nuée contemplée par Élie au Premier Livre des Rois (18,44), et a identifié cette dernière à l'Immaculée Conception, de manière à associer deux thèmes chers au Carmel : le rôle fondateur du prophète et l'impeccable intégrité de la Vierge.

### Œuvres
- Noctua belgica ad Aquilam germanicam ex P. Caramuelis, Louvain, 1651.
- Commentarii in universam Aristotelis philosophiam, Bruxelles, 1652.
- Theologia universa, Anvers, 1664.
- Apologema retortum, seu Retorta Disputatio apologetica de Ignorantia invincibili, Louvain, Anvers, 1625.
- Visio prophetae Eliae de immaculata conceptione, Anvers, 1665.
- Liber apologeticus pro Joanne XLIV, episcopo et patriarcha Jerosolymitano, Anvers, 1666.
- Christianus monitus, Anvers, 1666.
- Christi fidelium parochiale apologeticum, Bruxelles, 1667.
- Christi fidelium contritionale, Malines, 1667.
- Historico-thologicum Carmeli armamentarium, Anvers, Cologne, 1669.
- Clypeus contritionalis, Anvers, 1670.
- Examen theologicum super regulis octo ex instructione Petri van Buxum collectis, Bruxelles, 1672.

### Études
- Eug. De Seyn, « Crespin (François) », Dictionnaire biographique des Sciences, des Lettres et des Arts en Belgique, Bruxelles, Editions L'Avenir,‎ 1936, p. 173, col. 2.
- Eug. De Seyn, « Crespin (François) », Dictionnaire des écrivains belges, Bio-bibliographie, Bruges, Editions Excelsior, t. I,‎ 1930, p. 269, col. 1-2.